# 코딩밸리
코딩밸리(Coding Valley)는 인공지능(AI)과 코딩을 학습할 수 있는 웹/앱서비스이다.  

## 주요특징
주요 특징은 아래와 같다. 
- 학습 드라마
- 5분 내외 짧은 강의
- 시각효과(CG)를 활용한 강의
- 스마트폰, 태블릿, PC 기기 호환
- 코스북(학습교재) 제공

## 역사
2022년 7월 – 유리프트 창업
2023년 2월 – Pre-A 라운드 투자 유치 (25억 원)
2023년 7월 – 모바일 코딩 교육 서비스 ‘코딩밸리’ 출시
2023년 10월 – 서울대·연세대·고려대와 창업 협약 체결
2024년 3월 – 시리즈 A 투자 유치 (40억 원)
2024년 11월 – 배우 윤가이 전속 모델 발탁 및 CF 캠페인 공개
2024년 12월 – 『Coding Q&A 101』 학습서 출간
2025년 5월 – 중소벤처기업부 『아기유니콘』 육성사업 기업 선정
2025년 6월 – 『AI 서비스 대백과』 학습서 출간